# Chalmers Goodlin

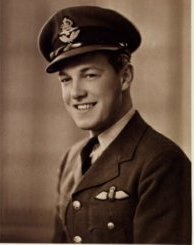
Chalmers Goodlin

Chalmers Hubert „Slick“ Goodlin (* 2. Januar 1923 in Greensburg; † 20. Oktober 2005 in Palm Beach) war der zweite Testpilot des Überschallraketenflugzeugs Bell X-1 und der erste, der das Flugzeug mit Triebwerk flog. Er war der Pilot des zweiten Flugzeugs dieses Projekts und durchbrach beinahe die Schallmauer.

## Leben

### Jugend und Dienst im Zweiten Weltkrieg
Goodlin wurde am 2. Januar 1923 in Greensburg, Pennsylvania, geboren. Im Alter von 15 Jahren begann er mit dem Fliegen und trat 1941 an seinem achtzehnten Geburtstag, angespornt von den gewaltigen Luftkämpfen über dem Ärmelkanal zu Beginn des Zweiten Weltkriegs, in die Royal Canadian Air Force ein. Da die USA noch nicht in den Krieg eingetreten waren, konnte er nicht als Mitglied des amerikanischen Militärs teilnehmen. Er wurde der jüngste Offizier der RCAF und kam 1942 auf den europäischen Kriegsschauplatz. Im Dezember desselben Jahres forderte die US-Marine Goodlin auf, in die USA zurückzukehren, wo er eine Ausbildung zum Testpiloten der Marine absolvierte. Er wurde aus dem aktiven Dienst entlassen und fand im Dezember 1943 eine Anstellung bei Bell Aircraft als Testpilot.

### Testpilot
Die Bell Aircraft Corporation baute die X-1 in den 1940er Jahren, als Versuch die Schallmauer zu durchbrechen. Goodlin wurde einer der ersten zertifizierten Jet-Piloten in den Vereinigten Staaten und war der zweite Pilot, der die X-1 flog. Goodlins erster Flug ohne Antrieb fand am 11. Oktober 1946 auf der Muroc AFB in Kalifornien statt. Nach drei weiteren Gleitflügen wurde Goodlin am 9. Dezember 1946 in der Maschine Nr. 2 der erste Pilot der X-1 im Triebwerksflug. (Das Flugzeug Nr. 1 war zur Modifizierung an das Bell-Werk in Buffalo, New York, zurückgegeben worden.) Goodlin absolvierte weitere 11 Flüge mit der Maschine Nr. 2, bevor er die neu modifizierte Maschine Nr. 1 flog. Die Modifikationen am Flugzeug Nr. 1 umfassten neue Tragflächen (Dickenverhältnis 8 %, im Gegensatz zu 10 % des Flugzeugs Nr. 2) und ein neues Höhenleitwerk (Dickenverhältnis 6 %, im Gegensatz zu 8 % des Flugzeugs Nr. 2). Goodlins erster Flug mit dem modifizierten Flugzeug Nr. 1 war am 10. April 1947. Er flog die X-1 insgesamt 26 Mal und brachte sie nahe an die Schallmauer heran. Goodlin wurde zweimal in den „Caterpillar Club“ aufgenommen, nachdem er bei Testflügen aus dem Flugzeug abgesprungen war.
Das X-1-Programm wurde von der US-Luftwaffe übernommen, nachdem Goodlin 150.000 Dollar und zusätzlich eine Gefahrenzulage für jede Minute über Mach 0,85 gefordert hatte. Das Bell-Programm war auch unnötig konservativ und steigerte die Geschwindigkeit nur um Mach 0,02 pro Flug. In der Folge wurde die Schallmauer 1947 von Captain Chuck Yeager durchbrochen. Goodlin leugnete später, jemals die Forderung nach einer zusätzlichen Bezahlung gestellt zu haben. Goodlin erklärte, er hatte mit Bob Stanley von Bell vereinbart, den ersten Überschallflug zu machen, bevor das Flugzeug an die US-Luftwaffe übergeben wurde, aber diese wollte wegen einer besseren Publicity, dass ein Mann in Uniform den Flug durchführte.
1948 diente Goodlin als Machal-Pilot (ausländischer Freiwilliger) in der neu gegründeten israelischen Luftwaffe und kämpfte im arabisch-israelischen Krieg von 1948. Während des Krieges war er als Pilot einer Supermarine Spitfire LF Mk IXe der IAF am Abschuss von drei britischen Spitfire Mk XVIII-Aufklärungsjägern beteiligt. Später wurde Goodlin Chef-Testpilot der IAF. Später, nach Beendigung der Feindseligkeiten, flog er eine Douglas DC-4s für Near East Air Transport auf humanitären Missionen und transportierte Tausende jüdischer Flüchtlinge aus Aden, Arabien und Deutschland nach Israel.
Er setzte seine Karriere in der Luftfahrt fort und war Eigentümer von Seychelles-Kilimanjaro Air Transport und anderen Unternehmen, die Teile und Flugzeuge an verschiedene Fluggesellschaften und andere Unternehmen lieferten. Zusammen mit einem ehemaligen Le Mans- und Formel-1-Fahrer, dem hochdekorierten Luftschlacht-Veteranen Wing Commander Roger „Dennis“ Poore – den Goodlin (wie auch seine Freunde und Familie) „Chal“ nannte – leitete er Firmem im internationalen Leasing/Chartering von Gebrauchtflugzeugen und Mitte der 1960er Jahre die Gründung der ersten niederländischen Charterfluggesellschaft (Transavia) am Flughafen Amsterdam Schiphol, Niederlande.

### Auszeichnungen, späteres Leben und Tod
Der Höhepunkt seiner Karriere war jedoch seine Beteiligung an der Burnelli Company, deren Vorsitzender und CEO er schließlich wurde. Goodlin war ein Befürworter der „Auftriebsrumpf“-Konstruktion (auch als Burnelli bekannt), deren Befürworter argumentieren, dass dadurch wesentlich sicherere Flugzeuge entstehen. Goodlin wurde unter anderem für die National Aviation Hall of Fame nominiert, in die Florida Aviation Hall of Fame und die American Rocket Society (Ehrenmitglied 1946) aufgenommen, erhielt eine Auszeichnung des Amerikanischen Roten Kreuz für seine humanitären Bemühungen in Nigeria und Biafra (1969), wurde in die Niagara Frontier Aviation Hall of Fame (1987) und die Society of Experimental Test Pilots (Honorary Fellow 1991) gewählt und erhielt den Wright Brothers Memorial Award der Greater Miami Aviation Association (1992). Er war Mitglied im Royal Aero Club, den Quiet Birdmen, dem Caterpillar Club, dem OX-5 Club, der Greater Miami Aviation Association als Senior Member und dem American Institute of Aeronautics and Astronautics.
Goodlin starb am 20. Oktober 2005 in Palm Beach, Florida, ohne jemals Überschall geflogen zu sein. Dieses Eingeständnis machte er, als er für das X-1-Porträt in der 1991 vom Discovery Channel ausgestrahlten Serie The X Planes interviewt wurde. Goodlin erklärte, er habe in Erwägung gezogen, mit dem Überschall-Passagierflugzeug Concorde zu fliegen, um seinen Mach-1-plus-Status zu erreichen, aber der unerschwingliche Preis habe ihn davon abgehalten.
Goodlin war kurz mit der Schauspielerin Wendy Waldron verheiratet.

## Verfilmung
Goodlin wurde 1983 von William Russ in der Verfilmung von Der Stoff, aus dem die Helden sind dargestellt.